# Lebinthus flavipalpis
Lebinthus flavipalpis is een rechtvleugelig insect uit de familie krekels (Gryllidae). De wetenschappelijke naam van deze soort is voor het eerst geldig gepubliceerd in 1931 door Chopard.